# Дихимаро
Дихимаро или Рѐнда (на гръцки: Διχείμαρρο, Дихимаро; катаревуса: Διχείμαρρον, Дихимарон; до 1928 година: Ρέντα, Ренда) е село в Егейска Македония, Република Гърция, дем Горуша (Войо), област Западна Македония.

## География
Селото е разположено на 720 m надморска височина, в областта Населица на около 15 km западно от град Неаполи (Ляпчища) и 10 km северозападно от Цотили. На север граничи със село Плакида (Лабаница), на запад - с Ликнадес (Клепиш), а на изток - със Ставродроми (Плазомища).

## История

### В Османската империя
В края на ХІХ век Ренда е мюсюлманско гръкоезично село в Населишката каза на Османската империя.
По данни на Васил Кънчов в 1900 година в Ренда живеят 250 валахади (гръкоезични мюсюлмани).
На Етнографската карта на Битолския вилает на Картографския институт в София от 1901 година Рента е смесено село гърци, турци и помаци (гърци мохамедани) в казата Населица на Серфидженския санджак с 85 къщи.
Според статистика на Серфидженския санджак на гръцкото консулство в Еласона от 1904 година в Ренда (Ρέντα), Населишка каза, живеят 200 валахади.

### В Гърция
През Балканската война в 1912 година в селото влизат гръцки части и след Междусъюзническата в 1913 година Ренда остава в Гърция. През 1913 година при първото преброяване от новата власт в него са регистрирани 298 жители.
В средата на 20-те години жителите на селото са изселени в Турция по силата на Лозанския договор и на тяхно място са заселени понтийски гърци бежанци от Турция. В 1928 година селището е регистрирано като изцяло бежанско с 34 семейства или 135 души.
В 1928 година името на селото е сменено на Дихимарон.
Населението традиционно произвежда жито, тютюн и други земеделски продукти, като се занимава и със скотовъдство.
| Име    | Име       | Ново име   | Ново име   | Описание                     |
| ------ | --------- | ---------- | ---------- | ---------------------------- |
| Гунгия | Γκούνγκια | Ано Камбос | Άνω Κάμπος | местност на СЗ от Дихимаро   |
| Ренда  | Ρέντα     | Дасилион   | Δασύλλιον  | възвишение на ЮЗ от Дихимаро |

| Година    | 1913 | 1920 | 1928 | 1940 | 1951 | 1961 | 1971 | 1981 | 1991 | 2001 | 2011 | 2021 |
| --------- | ---- | ---- | ---- | ---- | ---- | ---- | ---- | ---- | ---- | ---- | ---- | ---- |
| Население | 298  | 277  | 162  | 218  | 178  | 128  | 103  | 104  | 82   | 50   | 50   | 40   |